# Fanfara Tirana
Fanfara Tirana – albański zespół muzyczny założony w Tiranie w 2002. Wykonuje muzykę z gatunku world music i balkan brass.

## Historia
Zespół został założony w 2002 przez osoby związane orkiestrą armii albańskiej. Skontaktowali się wówczas z emerytowanym śpiewakiem Hysni Zelą, którego zaprosili do zespołu. W 2008 wydali swój pierwszy album Albanian Wedding. Natomiast w 2013 we współpracy z brytyjskim zespołem Transglobal Underground nagrali album Kabatronics.

## Dyskografia

### Albumy studyjne
- Albanian Wedding (2008)
- Kabatronics (2013)